# Дельта-блюз

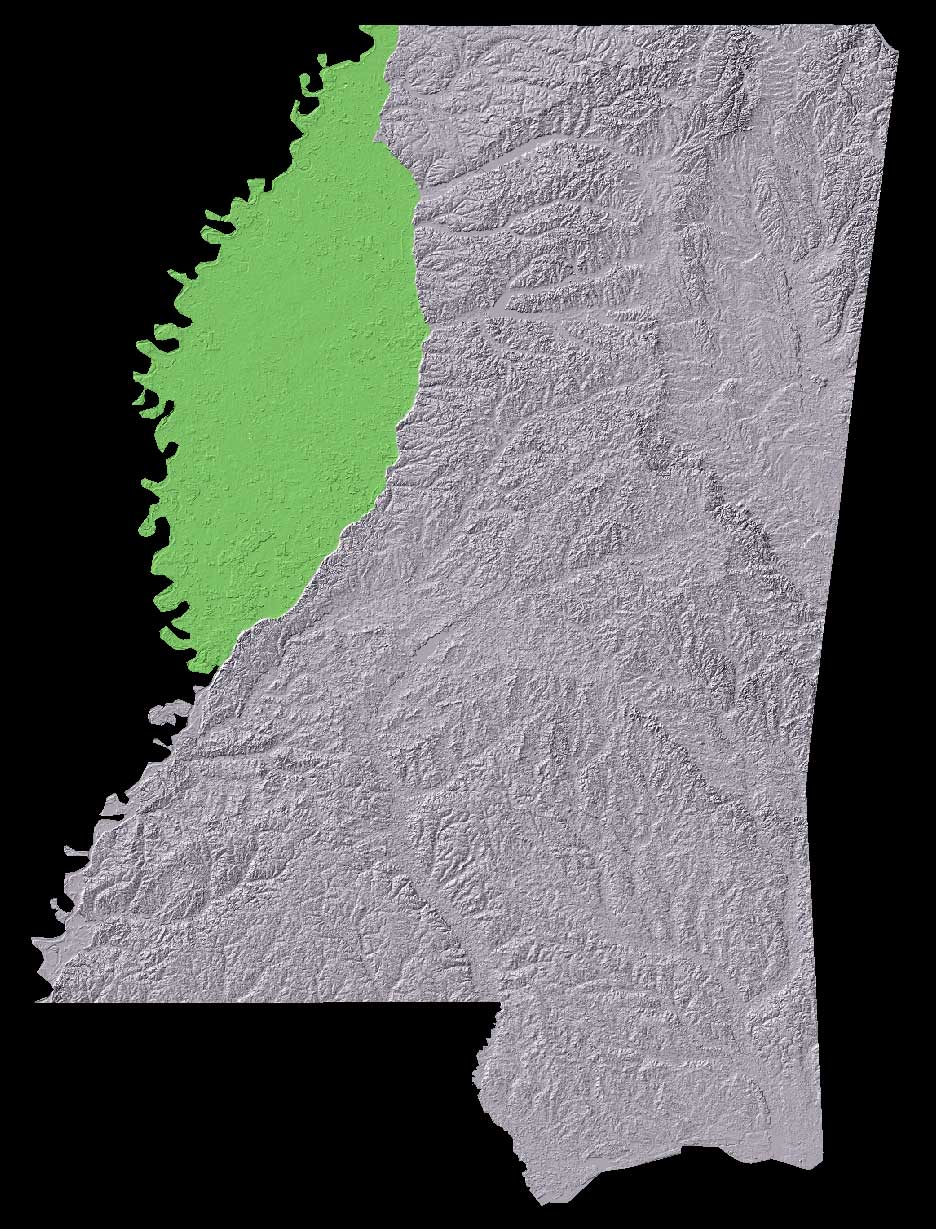
Назва "дельта-блюз" походить від дельти річки Міссісіпі у штаті Міссісіпі, не плутати з дельтою у штаті Луїзіана.

Дельта-блюз — один з найбільш ранніх стилів блюзу. Його назва походить від дельти річки Міссісіпі, місцевості у США яка простягається з Мемфісу (Теннессі) на півночі до Віксбергу (Міссісіпі) на півдні, Хелени (Арканзас) на заході  і річки Язу на сході. Район дельти Міссісіпі відомий як і родючістю ґрунтів так і злиднями. Гітара (зокрема славетна гітара з сигарної коробки), губна гармоніка і слайд-гітара є домінуючими інструментами і відмітною ознакою стилю. Вокальні стилі коливаються від самозаглиблених і сентиментальних до пристрасних і запальних.

## Походження
Хоча дельта-блюз звичайно існував у тій чи іншій формі  на межі 20 століття, він був вперше записаний наприкінці 1920-х на Race record, коли компанії звукозапису зрозуміли потенціал афроамериканського сегменту ринку. Перші записи були зроблені на великих лейблах, їх виконувала переважно одна людина яка співала і грала на музичних інструментах, хоча під час живих виступів переважно використовувалась ціла група. Деякі з цих записів були зроблені шукачами талантів від записуючих компаній під час подорожей на південь, але деяких виконавців дельта-блюзу запрошували для запису до північних міст. Згідно з Dixon & Godrich [1981], Томмі Джонсон та Ішман Брейсі були записані компанією Victor Talking Machine під час другої подорожі до Мемфісу в 1928 р. Роберт Уілкінс був вперше записаний на Victor Talking Machine у Мемфісі в 1928, Біґ Джо Уільямс і  Ґарфілд Екерс наступними були записані у Мемфісі (1929) на Brunswick Records/Vocalion Records.
Сан Хаус вперше записувався в Грефтоні (Вісконсин) у 1930 році на Paramount Records. Чарлі Паттон також записувався на Paramount Records в Грефтоні, в червні 1929 (потім ще раз там у травні 1930). У січні і лютому 1934 Паттон відвідав Нью-Йорк для запису наступної сесії. Роберт Джонсон їздив у Сан-Антоніо (1936) і Даллас (1937) де записав сесію для компанії ARC. 
Згодом Джон Ломакс і його син Алан Ломакс записували дуже багато дельта-блюзу (і інші стилів), вони об’єднали музику яку грали і співали на півдні Сполучених Штатів звичайні люди і вони допомогли встановити канони жанрів які тепер відомі як американська народна музика. Їхні записи нараховують тисячі екземплярів і зараз перебувають у Смітсонівському інституті. Згідно з Діксоном і Годріхом (1981) та Лідбіттером і Слевіном (1968), Алан Ломакс і дослідники Бібліотеки Конгресу не записали жодного виконавця (чи виконавиці) блюзу аж до 1941 року, коли був записаний Сан Хаус і Віллі Браун поблизу Лейк Корморан (Міссісіпі) і Мадді Вотерс на Стовелл (Міссісіпі), однак це твердження є спірним як і твердження що Джон і Алан Ломакс записували Букка Уайт в 1939, Лідбеллі в 1933.

## Стиль
Дослідники здебільшого не погоджуються, що існує суттєва музикознавча різниця між блюзом, що виник у цьому регіоні, і тим що виник у інших частинах країни. Визначальною характеристикою дельта-блюзу є інструментування (манера виконання) і наголос на ритмі і використання гітарної техніки "слайд", основна структура гармоній по суті не відрізняється від блюзу який виконують у якому-небудь іншому регіоні. Термін “дельта-блюз” не має також і чіткого зв’язку з географічним місцем розташування: Скіп Джеймс і Елмор Джеймс, які не народились в районі Дельти вважаються виконавцями дельта-блюзу. Виконавці подорожували через дельту Міссісіпі, Арканзас, Луїзіану, Техас і Теннессі. В результаті, дельта-блюз поширився на усю країну, цим самим даючи основу для виникнення регіональних варіантів, включно з чиказьким і детройтським блюзом.

## Тематика пісень
Виправний заклад штату Міссісіпі (відомий як Parchman Farm) мав значний вплив на багатьох музикантів які були ув’язнені там, заклад згадується у пісні Букки Уайта “Parcman Farm Blues” і народній пісні “Midnight Special”. Дельта-блюзмени також зазвичай співають пісні від першої особи про мандрівний стиль життя і страждання спричинення  ним, пісні на сексуальну тематику тощо.

## Жінки-виконавці дельта-блюзу
У блюзі з великих міст жінки домінували на музичному горизонті; наприклад Ма Рейні, Бессі Сміт і Біллі Холідей. Тоді як у дельта-блюзі і інших сільських або народних стилях жінки рідко записували блюз. В дельта-блюзі часто жінки-виконавці мали певний романтичний зв'язок з значнішими блюзменами, серед них Ґічі Вайлі пов’язана з Папа Чарлі МакКоєм, брат МакКоя Кензас Джо МакКой був пов’язаний з напевне видатнішою Мемфіс Мінні, Чарлі Паттон деколи грав і записувався зі своєю дружиною Бертою Лі. Це тривало до пізніх 1960х коли жінок врешті почули на багатьох записах виступів. Тоді і з’явилась Дженіс Джоплін як перша жінка виконавець яка добилась похвали від виконавців блюзу і досягла комерційного успіху в різноманітної публіки своєю потужною і емоційною вокальною манерою. Поміж інших жінок які черпали натхнення у дельта-блюзі можна виділити Бонні Рейтт і Сьюзен Тедескі.

## Впливи
Багато виконавців дельта-блюзу переїхали до Детройту і Чикаго, зокрема Біґ Джо Уільямс який створив навіяний попом міський стиль блюзу, проте, нішу дельта-блюзу зайняв новий чиказький блюз в ранніх 1960 започаткований дельта-блюзменами Маді Уотерсом, Хаулін Вулфом і Літтл Уолтером, які повертались до дельта-блюзового звучання, однак використовували електрогітари (електричний блюз). Дельта-блюз також надихнув на створення британського скіфлу, з якого врешті походять виконавці і гурти британського вторгнення, одночасно справляючи вплив і на британський блюз що привело до народження раннього хард-року і хеві-металу.

## Список виконавців
Дивись Список виконавців дельта-блюзу (Англ.)

## Дивись також
- Блюз
- Кантрі-блюз
- Блюз-рок
- Зала слави блюзу

## Список використаних джерел
- Cobb, Charles E., Jr., "Traveling the Blues Highway" [Архівовано 24 липня 2009 у Wayback Machine.], National Geographic Magazine, April 1999, v.195, n.4
- Dixon, RMW & Godrich, J (1981) Blues and Gospel Records: 1902–1943, Storyville, London.
- Hamilton, Marybeth: In Search of the Blues.
- Leadbitter, M & Slaven, N (1968) Blues Records 1943–1966, Oak Publications, London.
- William R. Ferris; - Give My Poor Heart Ease: Voices of the Mississippi Blues  -  The University of North Carolina Press; (2009)   ISBN 0807833258 ISBN 978-0807833254 (with CD and DVD)
- William R. Ferris; Glenn Hinson  The New Encyclopedia of Southern Culture: Volume 14: Folklife The University of North Carolina Press (2009)  ISBN 0807833460 ISBN 978-0807833469 (Cover :phfoto of James Son Thomas)
- William Ferris; Blues From The Delta  Da Capo Press; Revised edition (1988)  ISBN 0306803275 ISBN 978-0306803277
- Ted Gioia; Delta Blues: The Life and Times of the Mississippi Masters Who Revolutionized American Music -  W. W. Norton & Company  (2009)  ISBN 0393337502 ISBN 978-0393337501
- Sheldon Harris; Blues Who's Who Da Capo Press 1979
- Robert Nicholson; Mississippi Blues Today !  Da Capo Press (1999)  ISBN 0306808838 ISBN 978-0306808838
- Robert Palmer (writer); Deep Blues: A Musical and Cultural History of the Mississippi Delta -  Penguin Reprint edition (1982) ISBN 0140062238; ISBN 978-0140062236
- Frederic Ramsey Jr.;  Been Here And Gone - 1st edition (1960)  Rutgers University Press -  London Cassell (UK) and New Brunswick, NJ
- idem   - 2nd printing (1969)      Rutgers University Press New Brunswick, NJ
- idem   -   (2000)    University Of Georgia Press
- Charles Reagan Wilson - William Ferris - Ann J. Adadie;  Encyclopedia of Southern Culture (1656 pagine) The University of North Carolina Press; 2nd Edition (1989)  -  ISBN 0807818232   -   ISBN 978-0807818237